# Ašina Ši
Alp Bilge kagan (kitajsko 賀臘毗伽可汗, pinjin Hèlà Píjiā Kèhán) ali Eletmiš kagan (kitajsko 頡跌伊(蜜)施可汗, pinjin Xiédiēyī(mì)shī Kèhán) je bil kagan Basmilov, ki se je uprl vladarjem Drugega turškega kaganata, s čimer se je kaganat končal. 

## Vladanje
Njegovo rojstno ime je bilo Ašina Ši i阿史那施). Bil je vnuk Ašina Duoksifuja (阿史那咄悉匐) in pranečak Ilteriš  kagana in Kapagan kagana. Uspešno se je vojskoval proti trem kaganom Drugega turškega kaganata: Pan Kul Tiginu, Kutlug jabgu kaganu in Ozmiš kaganu.  
Leta 742 je Karluke imenoval za vodje desnega krila in Ujgure za vodje levega krila kaganata, vendar so ga Ujguri kmalu odstavili, kar je pomenilo začetek Ujgurskega imperija. 